# Jan Jakub Jindřich Cikán
Jan Jakub Jindřich Cikán též Czikann (německy Johann Jakob Heinrich Czikann, uváděn též jako Johann Evangelista Jakob Heinrich Peter Czikann, 10. července 1789, Brno – 10. června 1855 tamtéž) byl rakouský právník, geograf a topograf z Moravy, autor historicko-vlastivědných spisů.

## Život
Narodil se jako syn brněnského starosty Johanna Czikanna (1749–1821). Jan Jakub studoval v Brně a Olomouci a své vědecké vzdělání získal pod vedením svého strýce, historika Jana Petra Cerroniho.
Po dokončení studia práv nastoupil v roce 1808 k moravsko-slezskému zemskému soudu v Brně. Když byla zřízena domobrana, Cikán z vlastní iniciativy vstoupil do jejích řad. Tento jeho vlastenecký čin byl odměněn důstojnickou hodností. Po dokončení své povinnosti odešel jako nadporučík a auditor a vrátil se do státních služeb.
V roce 1815 byl pověřen redakcí moravských stavovských novin v Brně. Dne 27. listopadu 1821 byl jmenován písařem dvorního rady v nejvyšším soudním úřadu ve Vídni a v roce 1834 dvorním tajemníkem.

### Dílo
Některé z jeho spisů vyšly také tiskem:
- „Die lebenden Schriftsteller Mährens“ (Brünn 1812, gr. 8°.)[4]
- „Erdkunde Mährens“ (ibid. 1814)
- „L. J. Scherschnik's Ehrengedächtniss“ (ibid. 1815)
- „Vaterländische Beyträge historischen Inhalts“ (ibid. 1819).[5]

Dále vydal spis Ignaze von Mehoffera: Erdkunde der Markgrafschaft Mähren nach dem gegenwärtigen Zustand berichtigt und vermehrt mit des Verfassers Selbstbiographie und mit einer Vorrede (Brünn 1814, 8°.).
Kromě toho přispíval také do dalších tiskovin: do Meuselova „Archiv für Künstler u. Kunstfreunde“ a „Künstlerlexikon“, Hawlikova „Taschenbuch für Mähren“, Sartoriho „Malerisches Taschenbuch“, do Jurendeho „Redlichen Verkündiger“ a jeho „Moravia“, do Wolného „Taschenbuch für die Geschichte Mährens“, Bisingerova „Generalstatistik des östr. Kaiserthums“, Schindelova „Deutsche Schriftstellerinnen“, do Meuselova a Lindnerova „Gelehrtes Deutschland“ ad.
Napsal recenze a poznámky do „Lipských“ a „Vídeňských literárních novin“, od roku 1807 do „Annalen der östr. Literatur und Kunst“ ad. Největší Cikánův úspěch však přinesla jeho účast v Gräfferově “Österreichische National-Encyklopädie” (6svazková encyklopedie, Vídeň 1835–1837), do níž přispěl literárně, ale také finančně při založení společnosti.
příspěvky
- Moravia (brněnský časopis) od 13. března 1815, č. 41: „Literarische Mittheilung“ 1846, č. 84;
- 1847, 89 [o Cikánově otci].
- Neuigkeiten (Brünner Blatt) 1855, č. 181, 182 a 183.
- Jetztzeit (deník ve Vídni), v redakci H. Meynerta, 1855, č. 29.
- Ostdeutsche Post, v redakci I. Kurandy[WS 1], 1855, č. 150. [Neben der biographischen Skizze wird die Entstehungsgeschichte der von Czikann und Gräffer herausgegebenen und begründeten „Oestr. National-Encyklopädie“ erzählt.]
- Ludwig August Frankl, Sonntagsblätter, 1845, S. 853.
- Gräffer (Franz), Zur Stadt Wien (Wien 1849, A. Pichlers Witwe, 8°.) S. 21: „Zur Geschichte eines Buches“; S. 27: „Ein verdienter Schriftsteller.“
- Oestr. National-Encyklopädie (von Gräffer und Czikann), (Wien 1835, 6 Bde.) I. Bd. S. 653.